# The Prom (comédie musicale)
Pour l’article homonyme, voir Prom.
The Prom est une comédie musicale américaine mise en scène et chorégraphiée par Casey Nicholaw (en), sur un livret de Bob Martin (en) et Chad Beguelin (en), une musique de Matthew Sklar (en) et des paroles de Chad Beguelin.
D'après une idée de Jack Viertel, The Prom s'inspire notamment de l'histoire de Constance McMillen, qui a fait la une de la presse américaine en 2010. La comédie musicale suit quatre acteurs de Broadway qui, en manque de reconnaissance, voyagent en Indiana pour soutenir Emma, une jeune fille lesbienne interdite de se rendre avec sa petite-amie au bal de promo.
The Prom fait ses débuts à Atlanta en 2016 avant des représentations à Broadway en 2018-2019. En 2020, elle fait l'objet d'une adaptation cinématographique par Ryan Murphy et Netflix.

## Genèse

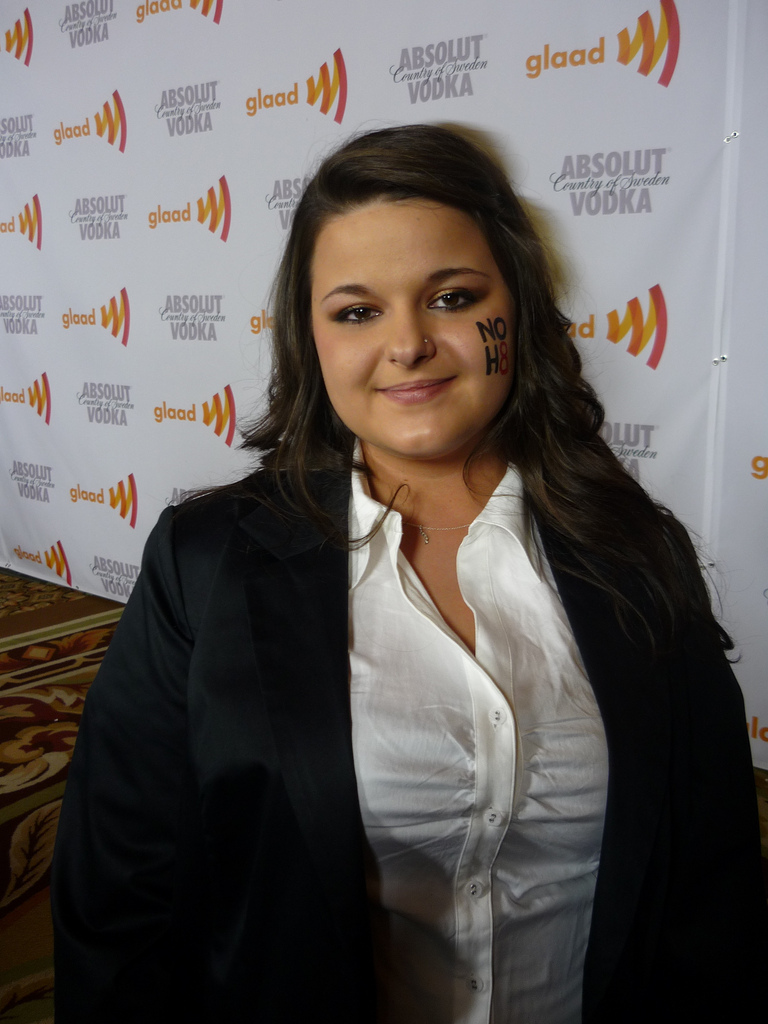
Constance McMillen aux GLAAD Media Awards de 2010.

Au début du XXIe siècle, plusieurs lycées américains refusent à des couples homosexuels de se rendre ensemble à leur bal de promo,. D'après Bob Martin, qui a écrit le livret de la comédie musicale, The Prom « s'inspire de plusieurs incidents impliquant ce genre de préjugés et d'exclusion, tournant tous autour du bal de promo ». La presse cite généralement l'affaire Constance McMillen comme source d'inspiration pour la comédie musicale,,.
En février 2010, le district scolaire du comté d'Itawamba au Mississippi prépare le bal de promo. Dans une note envoyée aux élèves, il est indiqué que ceux-ci ne pourront être accompagnés que d'une personne du sexe opposé ; les filles se voient également interdire le port du smoking. Constance McMillen, étudiante de l'Itawamba County Agricultural High School, intente alors une action en justice contre le district scolaire avec l'aide de l'Union américaine pour les libertés civiles.
Face au risque de procès, le district scolaire choisit d'annuler le bal de promo pour l'ensemble des élèves. Un bal de promo non-officiel est alors organisé par des parents. Alors que la plupart des élèves participent à ce bal, Constance McMillen et sa petite-amie ne sont invitées qu'à un autre bal de promo « fictif » comptant seulement cinq autres invités,. Lorsque l'affaire éclate à l'échelle nationale, plusieurs célébrités (Lance Bass, Green Day, etc.) proposent de contribuer à un nouveau bal de promo inclusif. Dans le cadre d'un accord, le district scolaire du comté d'Itawamba accepte de verser plus de 30 000 dollars à Constance McMillen et adopte une politique anti-discrimination,. Constance McMillen doit cependant déménager en raison du harcèlement qu'elle subit à la suite de l'événement.
Contrairement à l'histoire de Constance McMillen, The Prom se déroule en Indiana dont le vice-président Mike Pence, connu pour ses positions anti-LGBT, est un ancien gouverneur. Par ailleurs, si l'affaire a fait grand bruit grâce à l'implication de personnalités d'envergure nationale, comme Ellen DeGeneres ou Wanda Sykes, aucun quatuor d'acteurs de Broadway ne s'est rendu au Mississippi pour soutenir Constance McMillen.

## Synopsis

### Premier acte
À Broadway, Dee Dee Allen et Barry Glickman célèbrent la première représentation de Eleanor!: The Eleanor Roosevelt Story (Changing Lives). Après une critique virulente du New York Times, qui considère les deux acteurs narcissiques et incapables de comprendre leurs personnages d'Eleanor Roosevelt et Franklin Delano Roosevelt, la comédie musicale est annulée. Dee Dee et Barry finissent la soirée avec Trent Oliver, diplômé de Juilliard ne rencontrant pas le succès, et Angie Dickinson, actrice qui n'arrive pas à obtenir le rôle de Roxie Hart malgré ses 20 ans passés sur la scène de Chicago.
Pour améliorer leur image et prouver leur altruisme, Dee Dee et Barry doivent trouver une « cause ». En cherchant sur Twitter, ils découvrent l'histoire d'Emma : une adolescente de l'Indiana dont l'association des parents et des enseignants a annulé le bal de promo parce qu'elle souhaitait y venir accompagnée de sa petite-amie. Les New-yorkais ont trouvé leur cause et embarquent pour l'Indiana (Changing Lives (Reprise)).
En Indiana, Emma Nolan tente de rester calme face au harcèlement qu'elle subit (Just Breathe). Lors d'une réunion de l'association des parents et des enseignants sur le bal de promo, elle est soutenue par son principal, Monsieur Hawkins. Dee Dee, Barry, Trent et Angie interrompent les débats pour soutenir Emma ; Dee Dee rappelle qu'il s'agit d'un acte désintéressé (It's Not About Me).
Après la réunion, on découvre qu'Emma sort avec Alyssa, une adolescente dans le placard dont la mère est Mrs Green, présidente de l'association des parents et des enseignants. Alyssa reproche à Emma cette médiatisation, mais Emma insiste : elle ne souhaite que danser avec elle (Dance with You). Pour sensibiliser les habitants de la région au problème, les New-yorkais proposent une performance à la mi-temps d'un spectacle de monster truck. Leur numéro (The Acceptance Song) est un échec.
Le procureur de l'État estime que le bal de promo doit se tenir. Les élèves peuvent alors faire leurs « promposals » ; Alyssa accepte la demande d'Emma et promet de venir avec elle (You Happened). Dee Dee et le principal Hawkins fêtent le retour du bal de promo à Applebee's, le principal confesse son administration pour l'ancienne star de Broadway (We Look to You). Comme tous les autres élèves, Emma se préparer pour le bal de promo, aidée par Barrry qui n'a lui-même pas pu participer à son bal de promo (Tonight Belongs to You).
En arrivant au gymnase où doit se tenir le bal, Emma et les New-yorkais décourent une salle vide. Le principal Hawkins leur apprend que l'association des parents et des enseignants a organisé une autre soirée. Dee Dee se désole à haute voix que le plan pour redorer son blason s'achève ainsi, décevant le principal. Emma appelle Alyssa, qui se trouve à l'autre bal. Alyssa refusant de la rejoindre, Emma demande aux acteurs de s'en aller.

### Deuxième acte
Le faux bal attire l'attention de la presse. Les New-yorkais encouragent Emma à affronter les médias et porter sa cause. Pour la convaincre, Angie lui raconte l'histoire de Bob Fosse et des débuts de Chicago (Zazz). Dee Dee tente de convaincre le principal Hawkins qu'elle n'est pas si égocentrique, en jouant pour lui (The Lady's Improving). Trent souhaite quant à lui changer l'état d'esprit des camarades d'Emma, en leur rappelant qu'ils n'appliquent pas non plus la Bible à la lettre et que l'essentiel est d'« aimer son prochain » (Love Thy Neighbor).
Alyssa retrouve Emma pour s'excuser, évoquant la pression qu'elle subit de la part de sa mère depuis le départ de son père. Emma refuse cependant ces excuses et rompt avec elle (Alyssa Greene). Les acteurs New-yorkais s'arrangent pour qu'Emma passe à la télévision mais elle préfère suivre son instinct et refuse.
Espérant un nouveau bal de promo, Emma propose à Barry d'être son cavalier, ce qu'il accepte avec joie (Barry Is Going to Prom). Elle diffuse sur les réseaux sociaux une chanson d'elle à la guitare sur l'acceptation. La vidéo devient virale et aide de nombreux jeunes à travers le pays (Unruly Heart).
Les New-yorkais organisent un bal de promo avec leur propre argent. L'association des parents et des enseignants est furieuse, mais les élèves soutiennent l'initiative pour un bal plus inclusif grâce à Trent. Alyssa fait alors son coming out devant l'école et sa mère, qui a d'abord du mal à l'accepter. Tous se rendent finalement au bal de promo, où Emma et Alyssa dansent et s'embrassent (It's Time to Dance).

## Productions

### Atlanta (2016)

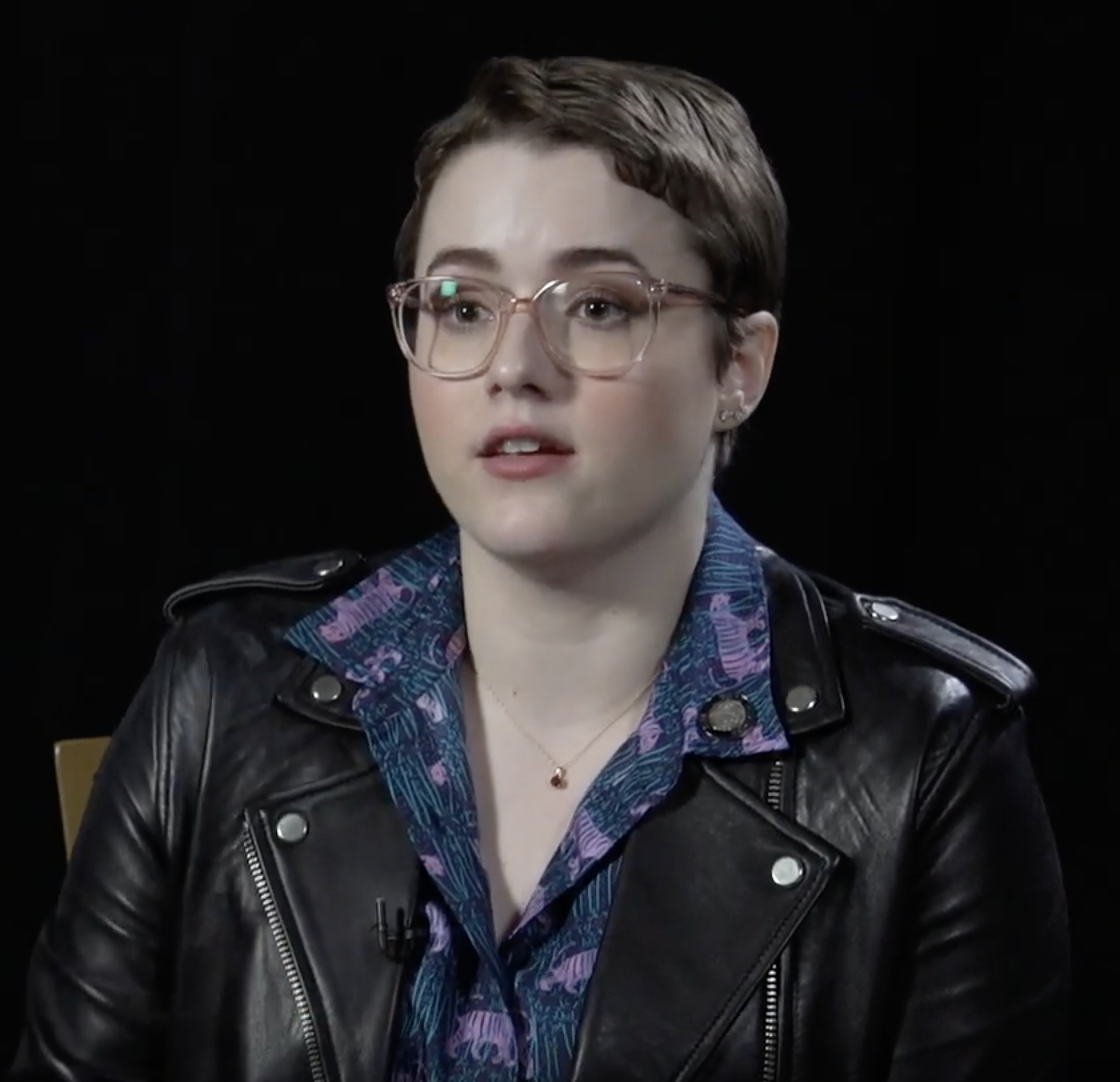
Caitlin Kinnunen (2019) interprète Emma, à Atlanta et Broadway.

L'idée de The Prom revient au producteur Jack Viertel, qui s'associe à Chad Beguelin pour le livret et les paroles, Bob Martin pour le livret et Matthew Sklar pour la musique. La comédie musicale est mise en scène et chorégraphiée par Casey Nicholaw (en), qui a obtenu plusieurs Tony Awards pour son travail sur The Book of Mormon, Aladdin ou Something Rotten!. Scott Pask est chargé des décors, Matthew Pachtman et Ann Roth des costumes, Natasha Katz des lumières et Brian Ronan du son,. 
La première de The Prom a lieu le 18 août 2016 à l'Alliance Theatre d'Atlanta, capitale de l'État américain de Géorgie. Les représentations se déroulent du 7 au 25 septembre 2016.

### Broadway (2018-2019)
The Prom fait ses débuts à Broadway le 15 novembre 2018, au Longacre Theatre,. Produit par Dori Berinstein, Bill Damaschke et Jack Lane, la comédie musicale dispose d'un budget de 13,5 millions de dollars.
Pour promouvoir la comédie musicale, la troupe de The Prom se produit notamment à la 73e cérémonie des Tony Awards ainsi qu'à la Macy's Thanksgiving Day Parade de 2018. Durant cet événement, Caitlin Kinnunen et Isabelle McCalla échange le premier baiser entre personnes de même sexe diffusé durant la célèbre parade ; une première historique selon la presse,,,.
Malgré des critiques positives, The Prom ne rencontre qu'un succès limité auprès du public et ne concrétise pas ses nominations aux Tony Awards,. Il s'agit d'un échec commercial, les producteurs ne rentrant pas dans leur budget. Après 23 avants-premières et 309 représentations, la comédie musicale s'achève le 11 août 2019.

### Après Broadway
Lors de l'annonce de la fin de The Prom à Broadway, une tournée nationale est annoncée à travers les États-Unis : elle doit débuter en février 2021 à Providence au Rhode Island, après la diffusion de son adaptation sur Netflix. La tournée débute finalement le 2 novembre 2021 au Playhouse Square de Cleveland en Ohio,.

### Adaptations à l'étranger
En 2021, le tandem Chikyū Gorgeous adapte la comédie musicale pour le public nippon. Le scénario, la traduction et la mise en scène sont assurés par Gorō Kishitani.
De décembre 2021 à janvier 2022, une adaptation germanophone de The Prom est produite au Théâtre d'Emmen, en Suisse. À la différence de la comédie musicale originale, Der Ball se déroule dans l'arrière-pays lucernois et les quatre vedettes ne sont plus new-yorkaises mais allemandes. Les noms des personnages sont en partie modifiés.

## Distributions
| Rôle               | Atlanta            | Broadway           | Film               | Tournée USA,      | Production japonaise                         | Production suisse |
| Rôle               | 2016               | 2018               | 2020               | 2021              | 2021                                         | 2021 - 2022       |
| ------------------ | ------------------ | ------------------ | ------------------ | ----------------- | -------------------------------------------- | ----------------- |
| Emma Nolan         | Caitlin Kinnunen   | Caitlin Kinnunen   | Jo Ellen Pellman   | Kaden Kearney     | Wakana Aoi                                   | Sandra Bitterli   |
| Barry Glickman     | Brooks Ashmanskas  | Brooks Ashmanskas  | James Corden       | Patrick Wetzel    | Gorō Kishitani                               | Ronald Tettinek   |
| Dee Dee Alan       | Beth Leavel        | Beth Leavel        | Meryl Streep       | Courtney Balan    | Maki Ōguro, Tamiyo Kusakari, Tomohisa Hosaka | Irène Straub      |
| Trent Oliver       | Christopher Sieber | Christopher Sieber | Andrew Rannells    | Bud Weber         | Yasufumi Terawaki                            | Tim Hunziker      |
| Angie Dickinson    | Angie Schworer     | Angie Schworer     | Nicole Kidman      | Emily Borromeo    | Kiriya Taimu                                 | Julia Fechter     |
| Alyssa Green       | Anna Grace Barlow  | Isabelle McCalla   | Ariana DeBose      | Kalyn West        | Ayaka Miyoshi                                | Kim Lemmenmeier   |
| Mrs Green          | Courtenay Collins  | Courtenay Collins  | Kerry Washington   | Ashanti J'Aria    | Misa Fujibayashi                             | Giusy Bringold    |
| Principal Hawkins  | Martin Moran       | Michael Potts      | Keegan-Michael Key | Sinclair Mitchell | Tatsuhiko Saga, TAKE                         | Marco Canadea     |
| Sheldon Saperstein | Josh Lamon         | Josh Lamon         | Kevin Chamberlin   | Shavey Brown      | Kazumasa Koura                               | Frank Bahrenberg  |

## Musique

### Numéros musicaux
Les chansons de la comédie musicale sont écrites par Matthew Sklar (en) pour la musique et Chad Beguelin (en) pour les paroles,.
Ier Acte :
- Changing Lives : Dee Dee, Barry, ensemble
- Changing Lives (Reprise) : Dee Dee, Barry, Angie, Trent
- Just Breathe : Emma
- It's Not About Me : Dee Dee, Barry, Angie, Trent, ensemble
- Dance with You : Emma, Alyssa
- The Acceptance Song : Trent, Dee Dee, Barry, Angie, ensemble
- You Happened : Emma, Alyssa, Kevin, Nick, ensemble
- We Look to You : Principal Hawkins
- Tonight Belongs to You : Barry, Emma, Mrs Greene, Ashley, Mandy, ensemble

IIe Acte :
- Entr'acte : orchestre
- Zazz : Angie, Emma
- The Lady's Improving : Dee Dee
- Love Thy Neighbor : Trent, ensemble
- Alyssa Greene : Alyssa
- Barry Is Going to Prom : Barry
- Unruly Heart : Emma, ensemble
- It's Time to Dance : Emma, Alyssa, ensemble

### Enregistrement
Un album de The Prom, enregistré par la distribution de Broadway, sort sous format numérique le 14 décembre 2018 puis sous format physique le 11 janvier 2019.

## Réception

### Accueil critique
La comédie musicale reçoit des critiques généralement positives à Atlanta,, comme à Broadway.
Jesse Green écrit dans le New York Times « The Prom commence quand un critique du New York Times écrit un article si toxique que le spectacle critiqué s'achève de suite. C'est ridicule. Cela ne pourrait jamais arriver. En tout cas, cela n'arrivera pas maintenant car The Prom […] est joyeux et drôle. […] Il vous fait à nouveau croire aux comédies musicales ».
De nombreux critiques soulignent le caractère comique de The Prom,,,,, en particulier pendant le premier acte,,. Dans le Wall Street Journal, Terry Teachout apprécie particulièrement que l'humour se fasse « au détriment des gentils » New-yorkais. Alors que certains critiques savourent les références comiques à Broadway et la critique du milieu des comédies musicales,, d'autres regrettent des références réservées aux initiés,.
Concernant la musique, Frank Rizzo de Variety salue la diversité des chansons de Matthew Sklar et Chad Beguelin, mêlant « des classiques de Broadway (pour les adultes) et des chansons pop pensives ou exubérantes (pour les plus jeunes), même si elles peuvent rappeler d'autres comédies musicales ». Selon Sam Hurwitt du Mercury News, il s'agit de « pastiches d'autres compositeurs de Broadway ». David Rooney du Hollywood Reporter estime que « les chansons sont catchy sans être vraiment mémorables ». À propos de la mise en scène, Greg Evans de Deadline Hollywood note que « la chorégraphie de Nicholas, notamment durant les numéros pastiches de Broadway, est un cadeau ».
Sur le fond, plusieurs critiques comparent The Prom à Hairspray, l'un traitant du racisme et l'autre de l'homophobie,. Jesse Green du New York Time déplore toutefois « l'absence de profondeur et de texture », en particulier dans les personnages d'Emma et de sa mère. Ce constat est partagé par J. Kelly Nestruck du Globe and Mail, qui décrit les personnages d'Emma, Alyssa et du principal Hawkins comme « sous-écrits et totalement sérieux ». Greg Evans de Deadline Hollywood pense quant à lui que le livret « aurait pu être poussé plus loin ». Plus sévère, Matt Windman d'AM New York critique « l'humour nul, les chansons décevantes et les performances surjouées de cette comédie musicale originale […] que la grande prestation de Caitlin Kinnunen ne peut pas sauver ».
Des critiques partagées sont parfois portées sur la tournée nationale débutant fin 2021, par comparaison avec la production de Broadway. Charles McNulty du Los Angeles Times, qui avait apprécié la comédie musicale à Broadway, trouve que « le résultat est mitigé », manquant de subtilité et parfois long, notamment lors du deuxième acte. Chris Jones du Chicago Tribune regrette des décors réduits par rapport à Broadway mais salue une distribution « qui n'est en rien diminuée », soulignant la performance de Patrick Wetzel. Chris Hewitt du Star Tribune partage ce constat concernant le casting : « vous entrez dans ce bal de promo en ne connaissant aucun nom de la distribution, mais vous pourriez en sortir amoureux d'eux ». Il ajoute « The Prom en tournée excède peut-être même la version originale de Broadway ».

### Nominations et récompenses
Les nominations et récompenses listées ci-dessous correspondent à la production de Broadway.
| Année | Prix                        | Catégorie                                                       | Nomination                     | Résultat   |
| ----- | --------------------------- | --------------------------------------------------------------- | ------------------------------ | ---------- |
| 2019  | Tony Awards                 | Meilleure comédie musicale                                      | The Prom                       | Nomination |
| 2019  | Tony Awards                 | Meilleur acteur dans le rôle principal d'une comédie musicale   | Brooks Ashmanskas              | Nomination |
| 2019  | Tony Awards                 | Meilleure actrice dans le rôle principal d'une comédie musicale | Caitlin Kinnunen               | Nomination |
| 2019  | Tony Awards                 | Meilleure actrice dans le rôle principal d'une comédie musicale | Beth Leavel                    | Nomination |
| 2019  | Tony Awards                 | Meilleur livret pour une comédie musicale                       | Bob Martin et Chad Beguelin    | Nomination |
| 2019  | Tony Awards                 | Meilleures musiques et paroles écrites pour le théâtre          | Matthew Sklar et Chad Beguelin | Nomination |
| 2019  | Tony Awards                 | Meilleure mise en scène d'une comédie musicale                  | Casey Nicholaw                 | Nomination |
| 2019  | Drama Desk Awards           | Meilleure comédie musicale                                      | The Prom                       | Lauréat    |
| 2019  | Drama Desk Awards           | Meilleur livret pour une comédie musicale                       | Bob Martin et Chad Beguelin    | Nomination |
| 2019  | Drama Desk Awards           | Meilleures paroles                                              | Chad Beguelin                  | Nomination |
| 2019  | Drama Desk Awards           | Meilleur acteur dans une comédie musicale                       | Brooks Ashmanskas              | Nomination |
| 2019  | Drama Desk Awards           | Meilleure actrice dans une comédie musicale                     | Beth Leavel                    | Nomination |
| 2019  | Drama League Awards         | Meilleure comédie musicale (Broadway ou Off-Broadway)           | The Prom                       | Nomination |
| 2019  | Drama League Awards         | Meilleure performance                                           | Brooks Ashmanskas              | Nomination |
| 2019  | Drama League Awards         | Meilleure performance                                           | Beth Leavel                    | Nomination |
| 2019  | Outer Critics Circle Awards | Meilleure nouvelle comédie musicale (Broadway)                  | The Prom                       | Nomination |
| 2019  | Outer Critics Circle Awards | Meilleure musique (Broadway ou Off-Broadway)                    | Matthew Sklar et Chad Beguelin | Nomination |
| 2019  | Outer Critics Circle Awards | Meilleur acteur dans une comédie musicale                       | Brooks Ashmanskas              | Nomination |
| 2019  | Outer Critics Circle Awards | Meilleure actrice dans une comédie musicale                     | Beth Leavel                    | Nomination |

## Adaptations
Ryan Murphy assiste à une représentation de The Prom en janvier 2019. Dans le cadre de son partenariat avec Netflix, il souhaite réaliser une adaptation cinématographique de la comédie musicale. Meryl Streep, James Corden, Nicole Kidman et Andrew Rannells interprètent les New-Yorkais arrivant dans l'Indiana pour aider Emma, dont le rôle est attribué à Jo Ellen Pellman après six mois de casting. Le film est disponible sur la plateforme à partir du 11 décembre 2020.
The Prom est également adaptée en tant que roman. Le livre est écrit par Saundra Mitchell, spécialisée dans les romans pour la jeunesse, et sort le 10 septembre 2020 chez les éditions Viking Children's Books.